# 潛烏龜

一張典型的Joker

抽鬼牌 、又稱作潛烏龜、抽烏龜、抽獅虎，是一種使用撲克牌玩的遊戲。

## 基本玩法

### 人數
人數至少必須有二人，最多不超過五十二人，按照人數不同，派牌數量可酌量調節，但相同數字牌數目一定要是雙數。

### 開始
在撲克牌中加入一隻鬼牌（Joker）又稱作「烏龜、獅虎」（如無鬼牌則將梅花A抽出，以黑桃A為鬼牌，不過部分玩法是開始前隨機抽一張暗牌作為鬼牌），然後由發牌人將牌平均分給所有玩家。玩家收牌後，只要有二張相同數字的牌，就可打出，當沒有相同數字的牌後，就開始進行抽牌。除第一局外，發牌人通常是由在上一局的遊戲中最後持有鬼牌的玩家擔當。

### 抽牌
一開始由發牌的玩家從另外一名玩家的牌中隨機選擇一隻，若抽到的牌和手上擁有的牌有同一數字，則可打出，否則就輪到另一人抽自己的牌，如此類推，在流程中，不斷會有同數字的牌打出，當餘下牌數越少，遊戲越刺激，尤其是拿著烏龜的玩家，要使用不同的心理戰術吸引其他玩家拿走自己的烏龜，由於只有烏龜沒有一對而沒法打出，最後拿著烏龜的就是輸家。若玩家預先決定輸家的懲罰，則娛樂性更豐富。

### 叫牌
若一名玩家抽到鬼牌，則被抽者必須喊一聲「獅虎」！

### 玩法差異
玩法一
- 玩家手上必須有二張相同數字及顏色的牌才可以打出。

玩法二
- 發牌人開始抽牌後才能打出一組二張相同數字的牌，由於玩家所持的相同數字牌有可能於遊戲中被抽走而無法打出以減少持牌數，故能增加娛樂性。

玩法三
- 在原本的52張牌中隨機將一張牌抽起，在13種牌中將有一種會是單數，成為「烏龜」。

玩法四
- 某些地區稱此遊戲為「抽王八」，規則與此相同，區別是遊戲者會將52張撲克牌中的一隻8抽出，並放入一張王牌（Joker），多出來的8與王牌合稱「王八」，如果剩下的兩個人分別拿一張王牌Joker和一張8，則要按照原先抽牌的順序繼續抽牌，最後會有一個人留有王牌和單張8，這最後之人便成為輸家，人們戲稱為「王八」，但無侮辱、輕視及其他惡意，只為消遣取樂。